# راه و چاپار در حکومت صفویان

## راه‌ها
صفویان برای ارتباط راحت‌تر با مناطق گوناگون ایران و تسهیل بازرگانی، راه‌های زیادی احداث کردند. از جمله راه‌های این دوره، راه شاه عباسی بود که از کرمانشاه شروع می‌شد و تا مشهد امتداد داشت. سنگفرش کردن راه، با وجود هزینهٔ زیاد، در چند نقطه صورت گرفته بود مانند راه میانه - زنجان. در آن زمان، مدت سفر طولانی بود. به‌عنوان مثال از تبریز تا اصفهان، ۲۴ روز با کاروان راه بود. برای حکومت، امنیت راه‌ها اهمیت زیادی داشت. حکام ولایت‌ها، مسئول برقراری امنیت راه‌ها بودند. آن‌ها برای انجام این کار، هر بخش را به مأموران مخصوص می‌سپردند. هرگاه مالی از بازرگانان ربوده می‌شد، حاکم آن ناحیه موظف بود، اموال به سرقت رفته را پیدا کند، در غیر این صورت، خود حاکم باید معادل قیمت اموال را به صاحب آن می‌پرداخت. برای تأمین هزینهٔ حفاظت از راه‌ها، مبلغی به عنوان مالیات راهداری گرفته می‌شد. راهداران در مکان‌هایی مستقر می‌شدند که کسی نتواند از پرداخت مالیات شانه خالی کند مثل محل عبور از رودخانه. به‌خاطر امنیت راه‌ها، بسیاری از کاروان‌ها با رضایت، مالیات راهداری را می‌پرداختند.

## پست، چاپار و پست کبوتر
شاه اسماعیل یکم برای سهولت در خبررسانی در تمام ولایت‌های بزرگ، برج کبوتر یا کبوترخانه تأسیس کرد. در هریک از این برج ها قفس های کبوتران را طبقه طبقه برای راحت تر شدن پیام رسانی میچیدند.او برای نگهداری از کبوتران نامه‌بر، افرادی را به استخدام درآورد و برای تغذیهٔ پرندگان، بودجهٔ مخصوصی در نظر گرفت. پست کبوترخانه‌ای، پس از مرگ مؤسس دودمان صفوی دچار رکود شد و به تدریج از بین رفت. با این حال، بقایای ساختمان کبوترخانه، در بعضی از جاها هنوز باقی‌مانده‌است. شاهان بعدی، به کار چاپار سرعت دادند و چاپارهای ویژه‌ای برای انتقال اخبار و پیام‌ها پیش‌بینی کردند. پیک‌هایی که در کار خبررسانی شرکت فعال داشتند، سه گروه بودند:
1. خبررسانان که وظیفهٔ آن‌ها ابلاغ دستورها به حاکمان ولایت‌ها بود.
2. خبرگیران که اخبار مهم ولایت‌ها را با سرعت تمام به مرکز می‌رساندند.
3. گروهی که به کسب خبر و جاسوسی در جنگ‌ها اشتغال داشتند و در میدان جنگ نقش راهنما را بر عهده داشتند.[۲]

## کاروانسراها
عصر طلایی ایجاد کاروانسرا در ایران، دورهٔ صفویان است. از ۵۰۰ کاروانسرای شناخته‌شده، ۱۴۰ مورد مربوط به این دوران است. توسعهٔ تجارت، اهمیت دادن به راه‌ها و رونق شهرها، موجب ساخت کاروانسراهای زیاد شد. از جمله در مسیر راه‌های زیارتی خراسان (از کرمانشاه تا مشهد) کاروانسراهای متعددی به وسیلهٔ پادشاهان، حاکمان، بازرگانان، افراد خیّر و نیز مالکان، احداث و وقف شد. کاروانسراها در فاصله‌های معین از یکدیگر ساخته می‌شدند. بیشتر آن‌ها، در زمان شاه عباس بزرگ ساخته شدند و اکنون برخی از آن‌ها، به رباط شاه عباسی معروف هستند. داخل شهرها نیز کاروانسراهای متعددی ساخته شد که در هر یک از آن‌ها کالای خاصی معامله می‌شد. اصفهان در این دوره، دارای ۱۰۸۲ کاروانسرا بود. کاروانسراداری یکی از کارهای دائمی و پردرآمد بود. بیشتر بزرگان و ثروتمندان در روزگار پیری به این کار می‌پرداختند.
در کاروانسراها معمولاً اتاق مسافران در اطراف حیاط بود و اصطبل در پشت آن‌ها قرار داشت. کاروانسراهای دشت‌ها یک‌طبقه بودند. اما کاروانسراهای تجاری داخل شهرها دوطبقه بودند. کاروانسراها دارای آب‌انبار هم بودند. در بعضی از آن‌ها قصابی، مسجد، آسیاب و نانوایی نیز ساخته می‌شد. هنگام شب، کاروانسرادار در کاروانسرا را می‌بست و به نگهبانی از مسافران و اموالشان می‌پرداخت. وقتی مسافران به کاروانسرا می‌رسیدند، بار و بنه را به کاروانسرادار تحویل می‌دادند. کاروانسراهایی که در راه‌های اصلی قرار داشتند، مکانی برای داد و ستد هم بودند. مسافران تهیدست، بدون پرداخت هزینه، مجاز به استفاده از کاروانسرا بودند.
فهرست کاروانسراهای ایران